# Benito Arias Montano
Benito Arias Montano (Fregenal de la Sierra, 1527 - Sevilla, 6 de julio de 1598) fue un humanista, hebraísta, biólogo, traductor, teólogo, filólogo, poeta latino y escritor políglota español, famoso editor de la Biblia regia o políglota de Amberes (1568-1572). Por sus conocimientos que abarcan diversas disciplinas es considerado un polímata.

## Primeros estudios
Sus padres fueron Benito Arias Montano, notario de la Inquisición y perteneciente a un linaje de hijosdalgo que provenía de Cantabria, y Francisca Martínez. Hijo pequeño de la pareja, sus hermanos mayores fueron Rodrigo Arias Montano y Juan Arias de la Mota.
Su formación fue muy completa desde el principio: estudió primero en casa con la ayuda de su padre y luego con el sacerdote Diego Vázquez Matamoros, y en 1541, con catorce años y recientemente fallecido su padre, se trasladó a Sevilla. Allí se preparó para entrar en la universidad con Diego Vázquez de Alderete; que su espíritu erudito ya estaba despierto lo confirma el hecho de que ya a esa edad había compuesto Arias su primera obra, un Discurso del valor y correspondencia de las monedas antiguas castellanas con las nuevas (1541). En Sevilla vivió en la casa de Álvaro de Alcocer, un antiguo secretario real, e Isabel Vélez de Guevara, matrimonio que con sus hijos, especialmente Gaspar, considerará como una segunda familia. También contó con la protección de Cristóbal Fernández de Valtodano y Juan Fernández Temiño. A los dieciocho años inicia sus estudios en la universidad de Sevilla, en el colegio de Santa María de Jesús, donde estudia Artes y Filosofía durante tres años, hasta 1547, y, sin acabar el último curso, decidió trasladarse a Alcalá de Henares.
En este periodo sevillano entró en contacto con el círculo intelectual encabezado por Pedro Mexía. Y, en casa de Diego Vázquez de Alderete, conoció a Juan de Ovando y Aguirre y Diego de Espinosa, que ocuparán posteriormente cargos importantes en la política española, y a Mateo Vázquez de Leca, que llegará a ser secretario privado de Felipe II. Pero para él sin duda la relación más fructífera que entabló fue la que sostuvo con el humanista y poeta latino Juan de Quirós, cura del Sagrario de la Catedral, interesándose por las ciencias físicas y médicas y, sobre todo, por la poesía, la música, la filosofía, la lingüística y la teología. Quirós le enseñó a hacer versos latinos y le inspiró un amor sin límites por la sacra poesía de los Salmos. En 1547 apareció un epigrama suyo y un soneto laudatorio en la Historia imperial y cesárea de Pero Mexía.
En junio de 1548 se trasladó a Alcalá de Henares para cursar estudios de Teología en su Universidad, ampliando además sus conocimientos en medicina, filosofía, lenguas clásicas (latín y griego) y las semíticas (árabe, hebreo y sirio). Aquí trató entre otros a los maestros Cipriano de la Huerga, Ambrosio de Morales, Hernando Díaz y Pedro Serrano, y fue coronado como poeta.
Se ordenó sacerdote y se retiró en 1559 a la peña que hoy lleva su nombre en Alájar (Huelva) para dedicarse allí al estudio en profundidad de las Sagradas Escrituras.

## Concilio de Trento y Biblia Regia

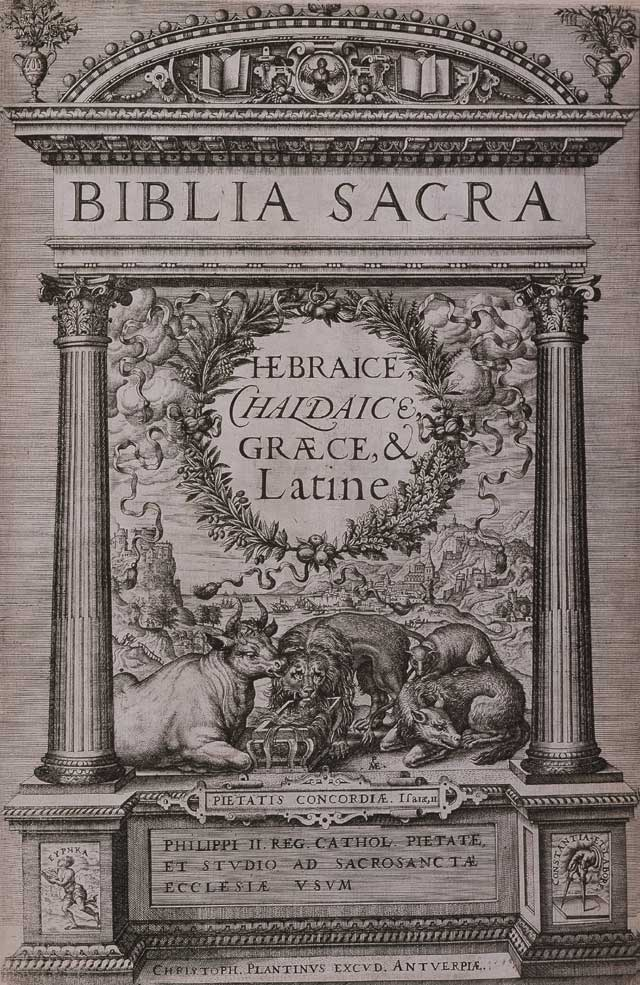
Portada de la Biblia políglota en edición dirigida por Arias Montano.

Su fama de docto teólogo hizo que en 1562 el obispo de Segovia Martín Pérez de Ayala lo llevase consigo a participar en el Concilio de Trento donde se distinguió por su erudición. De vuelta a España, Felipe II lo nombró su capellán en 1566 y le encomendó la ingente obra de la Biblia Políglota de Amberes, conocida como «Biblia Regia», de cuya impresión se encargó Cristóbal Plantino, miembro de la Familia Caritatis, a la que atrajo al propio Arias Montano. Las innovaciones introducidas con respecto a la Biblia Políglota Complutense y, más aún, en relación con la Vulgata, levantaron los recelos de la Inquisición, y fue denunciada por León de Castro, si bien pudo ser finalmente editada en Amberes en 1572. Arias corrigió la interlineal de Sanctes Pagnino y formó un verdadero aparato bíblico con sus numerosas disertaciones sobre la Masorah, sobre los idiotismos hebreos, sobre el lenguaje arcaico, sobre pesos, medidas y monedas, sobre la geografía de Palestina, sobre arquitectura e indumentaria de los judíos, sobre la cronología, etcétera. Otros trabajos bíblicos suyos fueron Comentarios a los doce Profetas Menores, a Josué, a los Jueces, a Isaías, etc. También una versión latina poética de los Salmos, conforme a la verdad hebraica.
En Amberes se encargó además de publicar un tratado de Cirugía de su paisano Francisco Arceo.

## En El Escorial
Finalizado este trabajo e instalado definitivamente en España, se dedicó por encargo de Felipe II a gestionar la biblioteca del Monasterio de El Escorial. Tradujo al latín el famoso Itinerario del gran viajero medieval hispanohebreo Benjamín de Tudela y compuso numerosos escritos sobre los libros del Antiguo y Nuevo Testamento, tratados teológicos, filosóficos y científicos, cuantiosas traducciones del hebreo y un abundante elenco poético en latín y castellano. Amigo del gran poeta Francisco de Aldana, que le dirigió su famosa Epístola a Arias Montano; escribió 9 tomos de Antigüedades Judías (1593) en que trata de los nombres propios y comunes caldeos, hebreos, griegos y latinos que aparecen en la Biblia; descuellan el Dictatum Christianum, Rhetoricum libri IV, (1569); los Humanae salutis monumenta, colección de odas latinas dedicadas a motivos bíblicos bellamente ilustrada por dibujos de  Pieter van der Borcht con estampas de Abraham de Bruyn, Crispijn van de Passe, Hieronymus Wierix, Pieter Huys y otros, e impresa por Cristóbal Plantino, Amberes, 1571; el Liber generationis Adam (1593), que fue objeto de la censura inquisitorial, los Hymni et saecula (1593) y la Naturae Historia (1594); en esta última innova la biología apartándose de la clasificación bíblica de los animales en acuáticos, volátiles y terrestres y añadiendo diferenciaciones morfológicas más complejas.

## Retiro en Sevilla

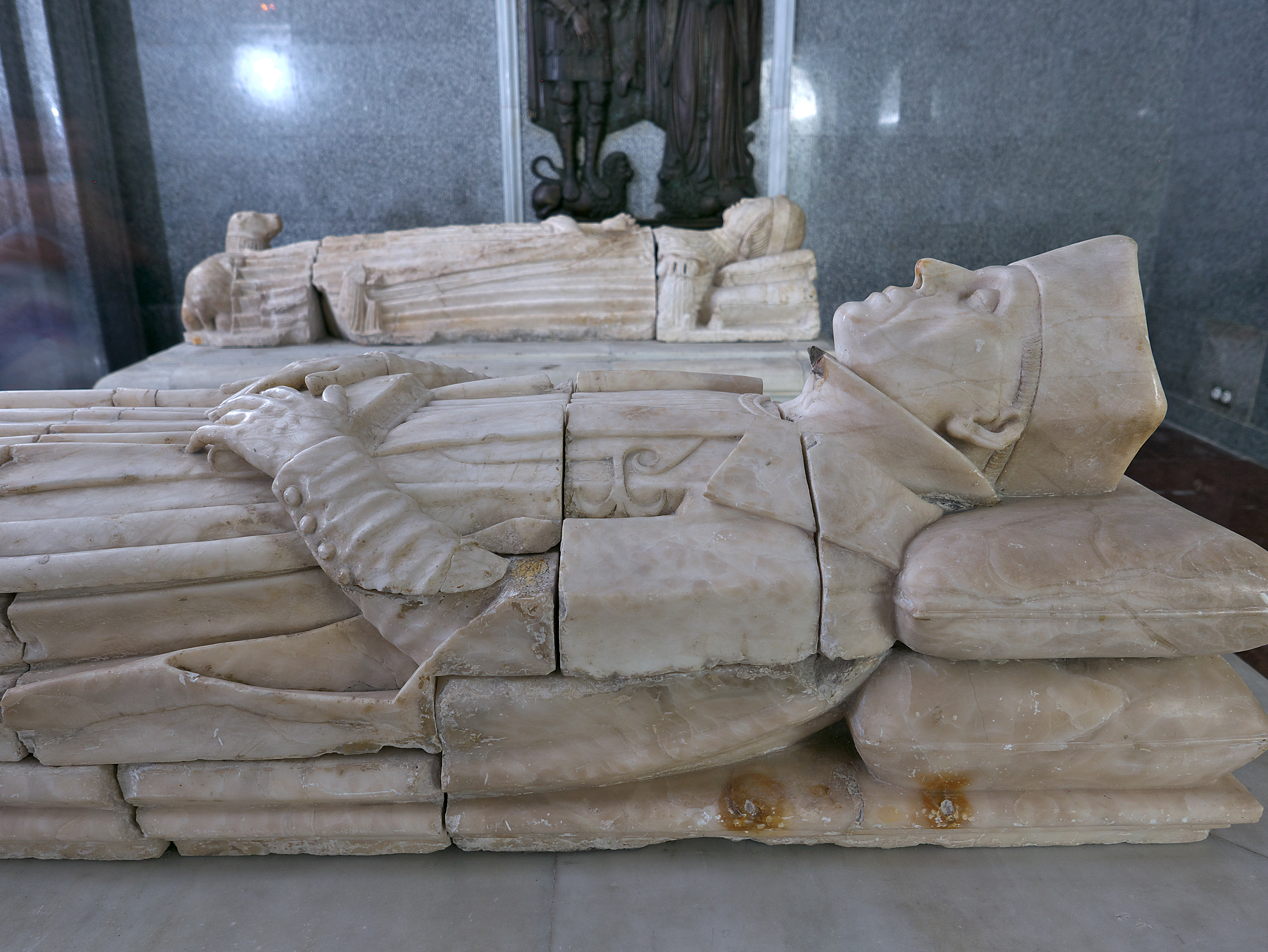
Panteón de Sevillanos Ilustres. Vista lateral dcha. del sepulcro de Benito Arias Montano procedente de la iglesia del priorato de Santiago de la Espada (1606).

En 1584 se retiró a Sevilla renunciando a todos los cargos que poseía en la corte y a otras dignidades que le ofrecían. Allí murió en 1598. Marcelino Menéndez Pelayo le ha calificado de «gran filósofo, eminente escriturario, sabio humanista y dulcísimo poeta».

## Retratos de Arias Montano

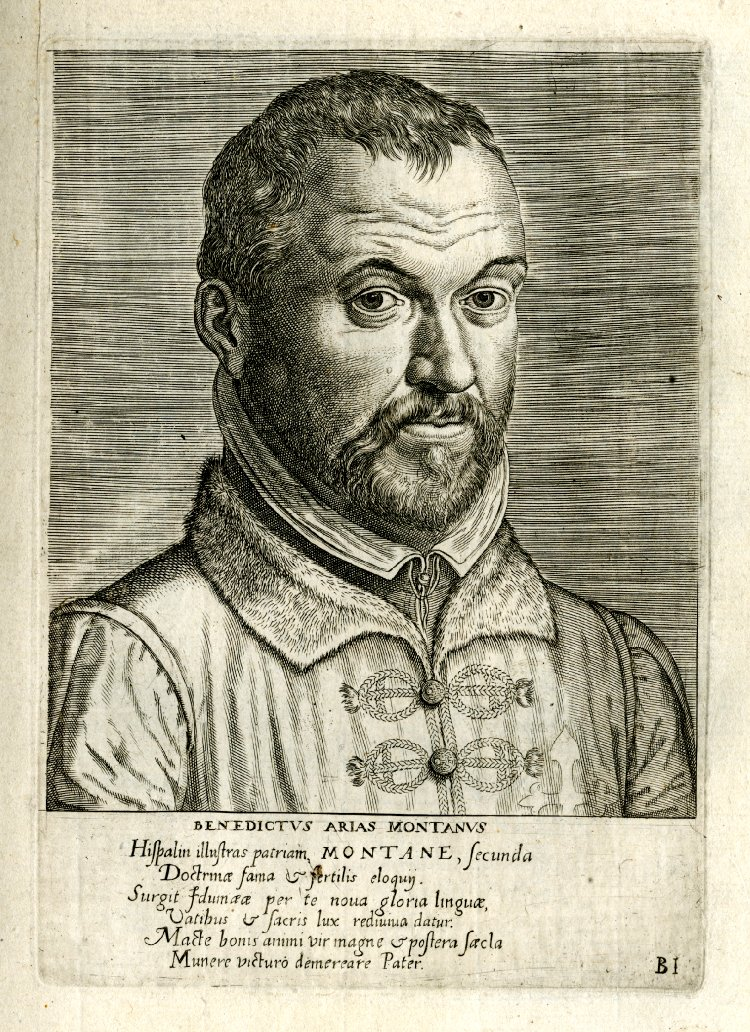
Retrato de Benito Arias Montano según Pieter Pourbus, publicado por Philipe Galle en Virorum doctorum de disciplinis benemeritium effigies, 1572.

Arias Montano se hizo retratar en más de una ocasión, pero a juzgar por los ejemplares conservados nunca antes de su estancia en Amberes. Carlos Doetsch localizó catorce pinturas, veintinueve grabados, cuatro esculturas y una medalla, si bien muchos de esos supuestos «retratos» son obras de fechas muy posteriores a la muerte del erudito. En 1572 o poco antes, fue retratado por Pieter Pourbus según Philipe Galle, que publicó una reproducción grabada de ese retrato en su colección de varones ilustres Virorum doctorum de disciplinis benemeritium effigies. De fecha cercana ha de ser el retrato grabado por Johan Wierix, de tres cuartos, apoyada la mano derecha sobre una mesa en la que reposan dos gruesos volúmenes, llevando otro en la mano izquierda. Ambos presentan rasgos semejantes: rostro ovalado, cabello y barba cortos, nariz grande y labios apretados enérgicamente.
Hay documentos referidos a otros tres retratos de Arias Montano localizados en Amberes aún en vida del humanista, pero ninguno de ellos ha llegado hasta el presente. Sí se conserva, en cambio, la medalla que le hizo Jacobo Jonghelinck en 1569, con un retrato de perfil en el anverso y su emblema de Arquímedes saliendo del baño con el lema EURHKA en el reverso. De regreso a España aún debió de retratarse en más de una ocasión, pero la documentación escasea. El anónimo conservado en la biblioteca de El Escorial, con la inscripción BEN. AR. MONT. AETAT. AN. LXIIII, que permite fecharlo en 1591, se ha atribuido alguna vez a Juan Pantoja de la Cruz y, habida cuenta de que en esa fecha no se encontraba ya en El Escorial sino en Sevilla, a Pedro de Villegas Marmolejo, amigo del retratado, al que se presenta con cabello y barba encanecidos, como corresponde a su edad más avanzada. De fecha próxima y bien documentado, es el dibujo de Francisco Pacheco para su Libro de descripcion de verdaderos retratos de illustres y memorables varones. El propio Pacheco indica: 

le visité y comuniqué año 1593. Su retrato que pongo aqui es el más parecido que ai en la edad que le conocí –66 años.

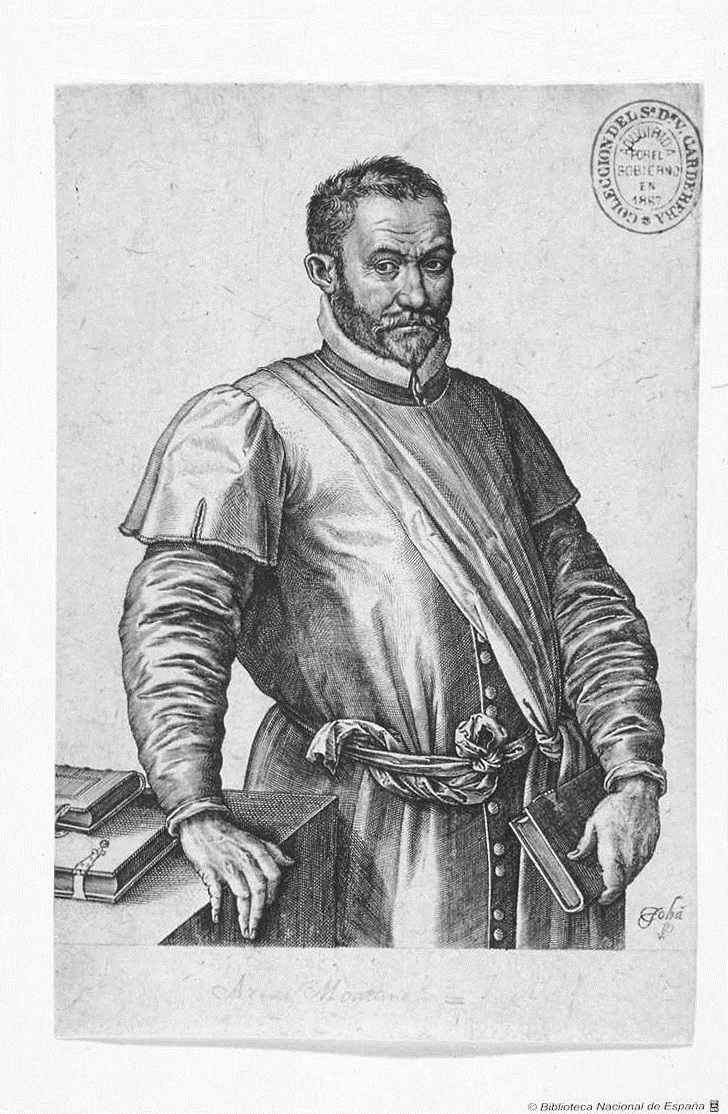
Grabado de Johan Wierix, hacia 1570.
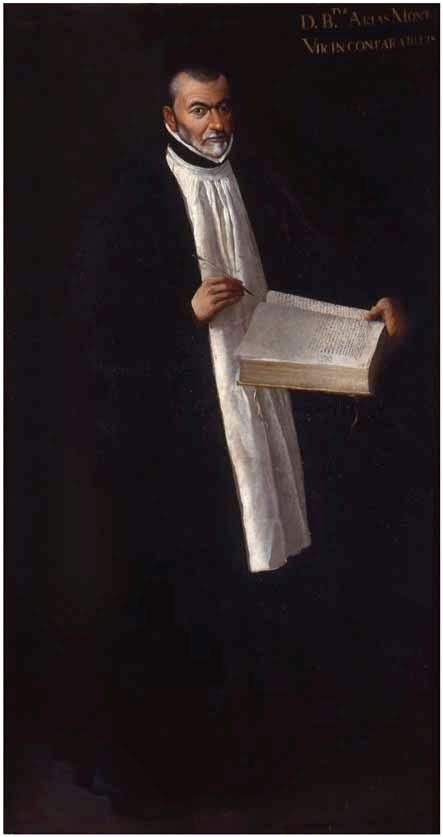
Autor desconocido. Óleo sobre lienzo, 178 x 93 cm. Biblioteca de El Escorial.
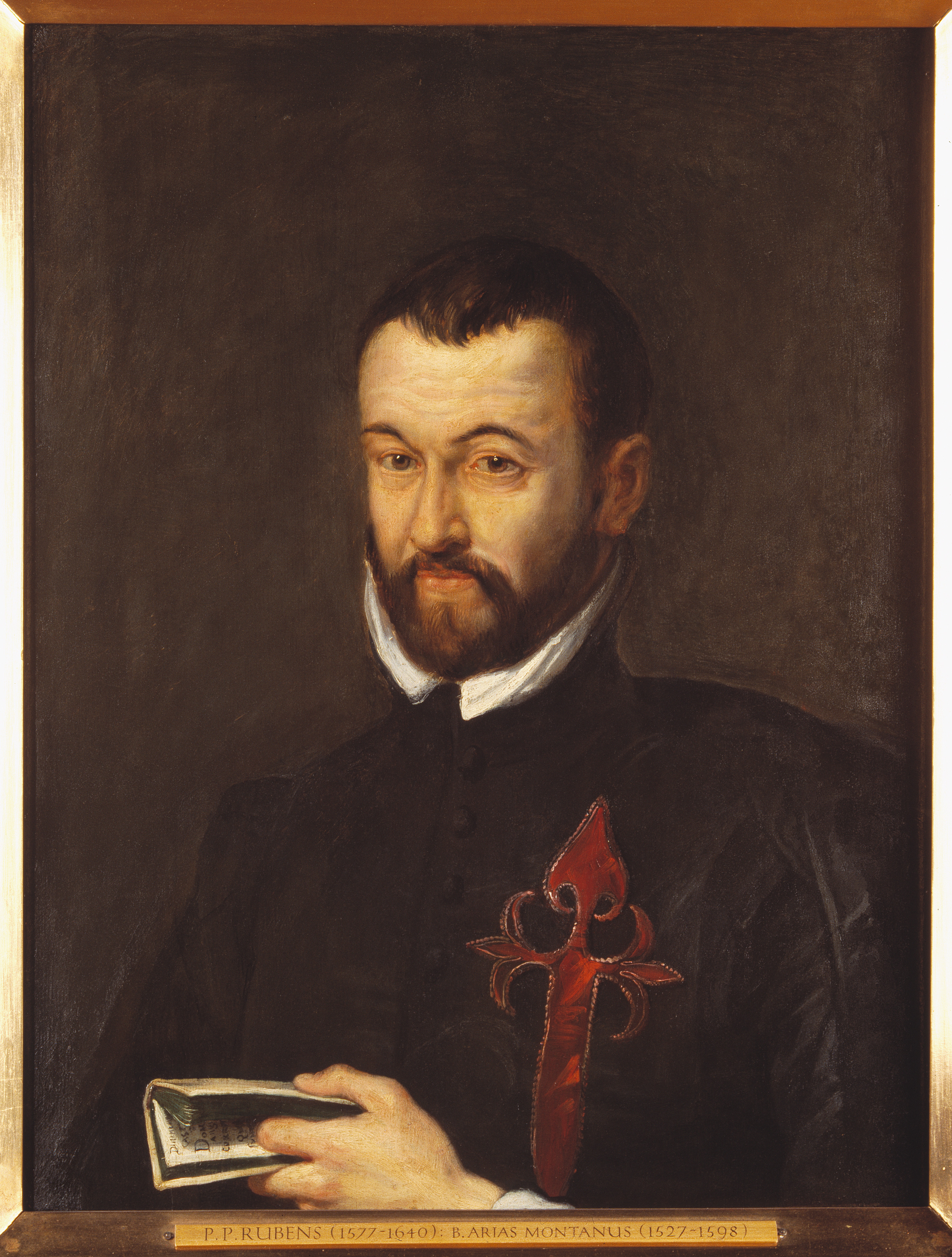
Atribuido a Pedro Pablo Rubens. Museo Plantin-Moretus.
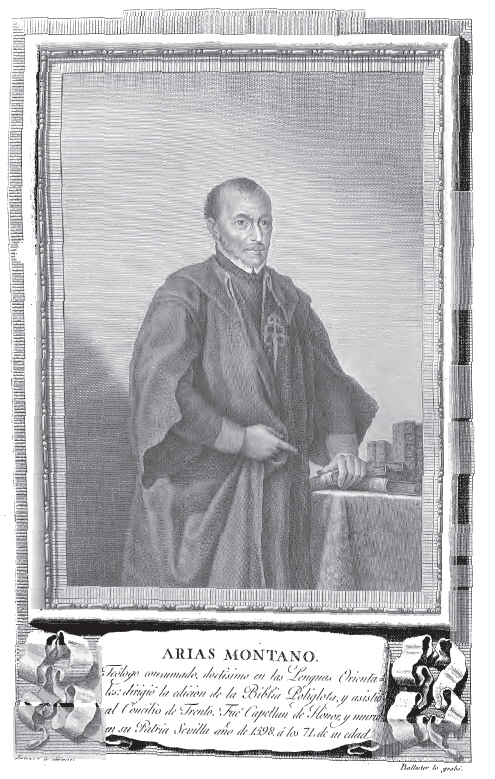
Aguafuerte de Joaquín Ballester según Agustín Esteve: Retratos de españoles ilustres publicado por la Imprenta Real de Madrid, 1791.
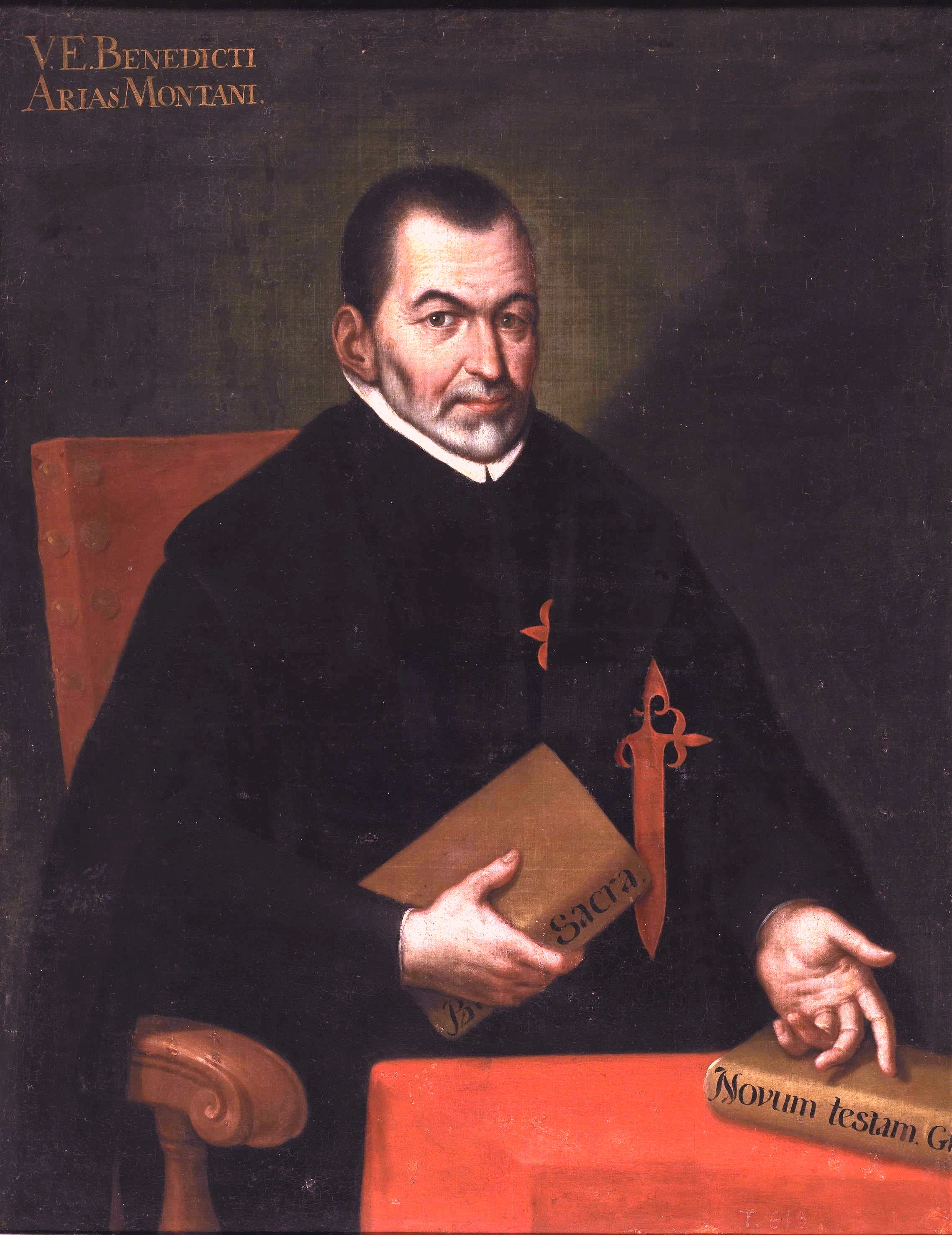
Autor desconocido. Óleo sobre lienzo, 99 x 77 cm. Casa museo de Lope de Vega.

## Otros retratos y reconocimientos

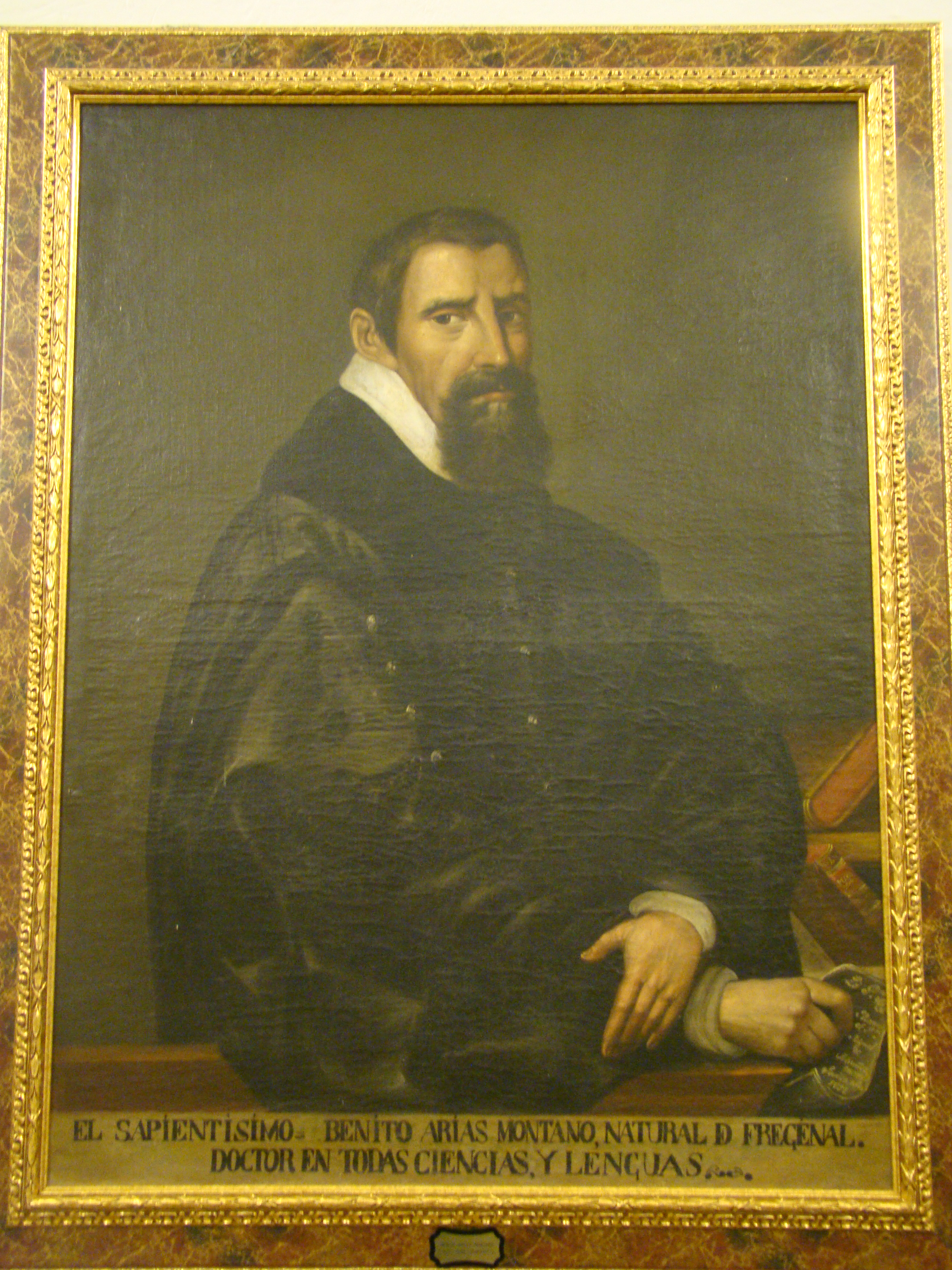
Autor desconocido. Óleo sobre lienzo del s.XIX. Santuario de Ntra. Sra. de los Remedios (Fregenal de la Sierra).

Próximo a la puerta de entrada a la cripta de la iglesia de la Anunciación (Sevilla), más concretamente en el llamado «Panteón de Sevillanos Ilustres», se encuentra el sarcófago de piedra con los restos de Benito Arias Montano sobre el que descansa la figura yacente del escritor, al que se representa con ropajes y birreta eclesiásticos cubriendo un pequeño ejemplar de la Biblia regia con las manos, procedente del antiguo monasterio de Santiago de la Espada.
En cuanto a los elementos que recuerdan el origen frexnense del autor, cabe citar la placa conmemorativa colocada en la fachada de su casa natal, ubicada en la calle que lleva su nombre, (conocida antiguamente como «calle la Ruda»), el retrato al óleo de principios del siglo XIX que figura en el «Salón de los Hijos Ilustres» del santuario de la Virgen de los Remedios, un relieve oval de medio cuerpo con una carta autógrafa del «SAPIENTISIMO BENITO ARIAS MONTANO» conservados conjuntamente en el ayuntamiento de la localidad, otro retrato al óleo sobre lienzo depositado en la sacristía de la iglesia parroquial de Santa Catalina, etc.

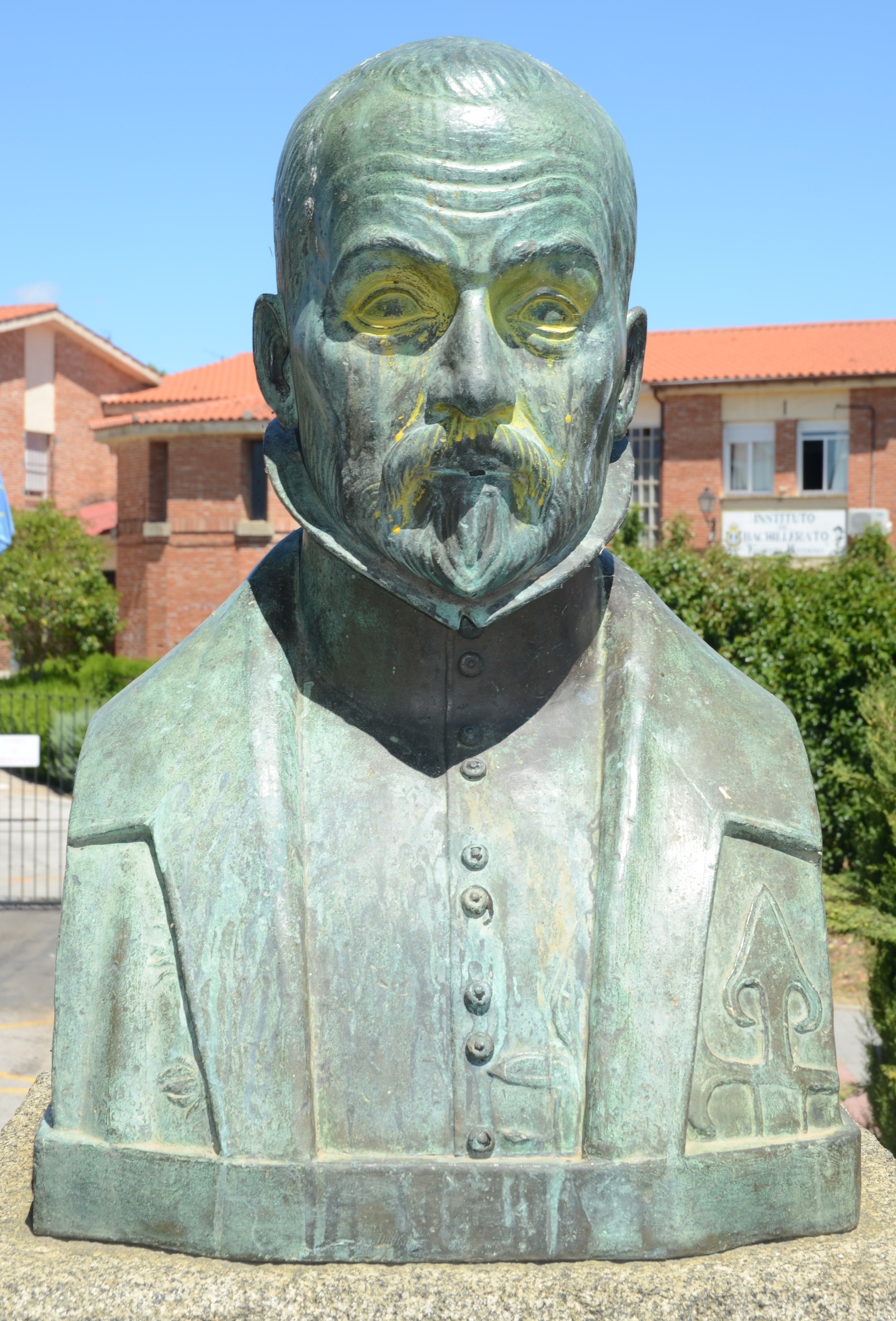
Monumento a Benito Arias Montano realizado por el pintor Eugenio Hermoso en 1927. Detalle del busto. Fregenal de la Sierra (Badajoz).

El pintor español Eugenio Hermoso (1883-1963) realizó un busto en bronce, considerado como la primera pieza en orden cronológico de su llamada «fase de escultor». Para su ejecución el artista siguió las directrices del dibujo de Pacheco que aparece en su Libro de descripción de verdaderos retratos de illustres y memorables varones, inédito hasta 1886. Fue «cedida a Fregenal» con ocasión del cuarto centenario del nacimiento del humanista extremeño y se conocen en la actualidad dos copias de la misma erigidas respectivamente en la denominada «Peña de Arias Montano» o «Peña de los Ángeles», en el término municipal de Alájar (Huelva) y en el mismo Fregenal. El nombre del enclave se debe a que en 1553 llega a la Peña el teólogo y humanista, el cual una vez obtenido el patronato sobre la ermita la reedificó, construyendo casa y estudio con vides, huerta de frutales y paseo con parras y árboles de diverso género. En los alrededores de la ermita descubrió y acondicionó un antiguo manantial, "la Fuente de la Peña", levantó un cenador y ordenó todo el conjunto ampliando y adornando el camino de acceso con una frondosa alameda y los alrededores con huertas y viñas, siguiendo el ejemplo de las villas rústicas y de los jardines manieristas italianos. Él intentó recrear en la Peña la visión que los artistas flamencos tenían del retiro de San Jerónimo, figura muy seguida en la Europa del siglo XVI.La figura de Arias Montano, teólogo preceptor de Felipe II y miembro honorable de la corte y vinculado al Escorial, está ligada a la Peña hasta el punto de haberle asignado su nombre. y el propio Fregenal (inaugurada en octubre de 1927).
Aquel mismo año, el militar y escritor Enrique Segura (1927. Hermoso. Badajoz: La Minerva Extremeña) escribía del busto en cuestión:

Organizada por el Ateneo de Badajoz, celebrose la XI Exposición de Arte en la que figuraron más de sesenta obras de Eugenio Hermoso y Adelardo Covarsí.

Además del busto de Arias Montano –inspirado en un retrato de Pacheco– presentó Hermoso varios cuadros de gran tamaño…
[…]

Durante su estancia en la capital, realizó algunas excursiones y al día siguiente por la mañana regresó a Fregenal, donde pasó el verano dedicado a sus pinturas y a dirigir y trabajar el basamento de piedra de cantería sobre el que aparece el busto de bronce de Arias Montano dedicado por el pintor a su pueblo natal.

Por su parte, el escultor canario Jesús María Perdigón (1888-1970) afirmaba del trabajo:

Ha sido para mí una verdadera sorpresa encontrarme a Eugenio Hermoso metido a escultor, modelando el busto de Arias Montano para el monumento que se erigirá por iniciativa del propio artista en Fregenal, cuna del glorioso ingenio.

[…]

El primer ensayo del pintor extremeño está ejecutado con gran cariño y entusiasmo. El nuevo escultor estudia pacienzudamente el retrato que de Arias Montano hizo Pacheco y procura antes que nada darle espíritu, lo que logra desconociendo la técnica escultórica tan llena de trucos para sortear las dificultades. De seguro, cuando Hermoso emprenda otra obra, ya el "oficio" le hará perder lo que de esta primera más me agrada: la sinceridad liberada de prejuicios.

Finalmente, en su Vida de Eugenio Hermoso (1955. Madrid: Ediciones Castilla), el artista frexnense declaraba:

Con motivo de acercarse la época del centenario de Arias Montano, me comprometí a modelar un busto de tan ilustre hijo de Fregenal. Y aunque yo no había vuelto a hacerlo desde mi último ensayo en Sevilla el año 1899, y aunque estuve siempre completamente apartado de los escultores en lo que respecta a las manipulaciones del oficio, compré barro, compré palillos, híceme hacer un caballete de escultor con planta giratoria y di comienzo al busto de Montano.

[…]

Mandose fundir por cuenta mía para Fregenal. Don Carlos [Doetsch] escribió a los de Aracena y Alájar y con el consentimiento de los dos Ayuntamientos se hicieron otros dos bustos para ellos, solo por el precio de la fundición: quinientas pesetas cada uno.

Respecto a los sucesivos traslados del monumento, se sabe que tras su primitivo emplazamiento en el centro de la actual Plaza de la Constitución (llamado por entonces «la perrunilla» a causa de su peculiar forma oblonga) fue mudado al patio del CEIP Arias Montano, no lejos del popular «pilar redondo», de donde fue llevado a la Avda. de España, justo enfrente del IES Eugenio Hermoso, donde se encuentra hasta ahora.

## Obras

### Comentarios de las Sagradas Escrituras
- Comentaría in duodecim Prophetas, Amberes, Ex officina Christophori Plantini, 1571.
- Elucidationes in IV Evangelia, quibus accedunt elucidationes in Acta Apostolorum, Amberes, Ex officina Christophori Plantini, 1575
- De Optimo Imperio, sive in libr. Josué commentarium, Amberes, 1583
- Elucidationes in omnia Apostolorum scripta, eiusdem s. Johannis apostoli et evangelistae Apocalypsin significationes, Amberes, Ex officina Christophori Plantini, 1588
- De Varia Republica, sive commentarium in librum Judicum, Amberes, Ex officina Christophori Plantini, 1592
- Comentaría in Isaiae prophetae sermones, Amberes, Ex officina Christophori Plantini, 1599
- In XXXI Davidis Psalmos priores comentaría, Amberes, 1605.

### Ediciones de la Biblia
- Biblia Sacra, hebraice, chaldaice, graece, latine, Amberes, Christophorus Platinus, 1569-1573
- Biblia Sacra, quid in hac editione a theologis lovaniensibus praestitum sit paulo post indicatur, Amberes, Ex officina Christophori Plantini, 1574

### Obras teológicas
- Humani generis amatori Deui liberalísimo sacr. Divinarum Nuptium conventa et acta, ad piorum admonitionem a Philippo Gallaeo aereis tabulis incisa, B. Aria Montano accinente, Amberes, Ex officina Christophori Plantini, 1573
- Christi Jesu Vitae, admirabiliunque actionum speculum a Ph. Gallaeo apparatum, B. Ariae Montani singularibus distichis instructum, Amberes, Ex officina Christophori Plantini, 1573
- Dictatum Christianum, sive comunes et aptae discipulorum Christi omnium partes, a condiscípulo b. Aria Montano observatis in brevem summam, Amberes, Ex officina Christophori Plantini, 1575
- David, hoc est virtutis exercitatissimae probatum Deo spectaculim, ex David pastoris, militis, ducis ac prophetae exemplis, B. Aria meditante, Ph. Gallaeo instruente, Amberes, Ex officina Christophori Plantini, 1575
- Liber generationis et regenarationis Adam, sive de historia generationis humani; operis magni prima pars, id est Anima, Amberes, Ex officina Christophori Plantini, 1593

### Traducciones de obras hebreas modernas
- Itinerarium Benjaminis Tudelensis, ex hebraico latinum factum, b. Aria Montano interprete, Amberes, Ex officina Christophori Plantini, 1575

### Otras obras
- Discurso del valor y correspondencia de las monedas antiguas castellanas con las nuevas (1541).
- Antiquitatum Judaicarum libri IX, Amberes, Ex officina Christophori Plantini, 1593.
- Virorum doctorum de disciplinis benemeritis efigies XLIV, Amberes, a Philippo Galleo, 1572.
- Naturae Historia, prima in magni operis corpore pars., Amberes, Ex officina Christophori Plantini, 1601

### Poesía latina
- Poemata in IV tomos distincta, Amberes, Ex officina Christophori Plantini, 1589.
- Davidis Regis ac Prophetae aliorumque sacrorum vatum Psalmi, ex hebraica veritate in latinum carmen, Amberes, Ex officina Christophori Plantini, 1573, traducción en verso latino de los Salmos desde el original hebreo.
- Humanae Salutis Monumenta, Amberes, Ex officina Christophori Plantini, 1571.
- Speculum vitae et passionis Christi, 1573.
- Hymni et saecula sive Poemata sacra, Amberes, Ex officina Christophori Plantini, 1593; cuatro vols.
- Rhetoricorum libri IV, Amberes, Ex officina Christophori Plantini, 1569, en hexámetros.
- Varia carmina.